# Mohamed Soliman Homos
Mohamed Soliman Homos - em árabe, محمد حمص‎ (Ismaília, 1 de janeiro de 1979) - conhecido como Mohamed Soliman ou Mohamed Homos, é um ex-jogador de futebol egípcio.
No dia 18 de junho de 2009, ficou conhecido por marcar o gol da vitória do Egito sobre a tretacampeã a Italia com isto a seleção egípcia tornou-se a primeira seleção africana a vencer a Italia.